# Mimosa mornicola
Mimosa mornicola är en ärtväxtart som beskrevs av Ignatz Urban. Mimosa mornicola ingår i släktet mimosor, och familjen ärtväxter. Inga underarter finns listade i Catalogue of Life.